# 1967 a sportban
1967 főbb sporteseményei a következők voltak:

## Események

### Határozatlan dátumú események
- Muhammad Ali (Cassius Clay) amerikai ökölvívó megtagadja a katonai szolgálatot, ezért ötévi börtönre, 10 ezer dollár pénzbírságra ítélik, a Bokszvilágszövetség (WBA) pedig megfosztja bajnoki címétől.
- Denny Hulme (Brabham) nyeri a Formula–1-es világbajnokságot.
- Szabadfogású birkózó-világbajnokság Bukarestben. A magyar csapat két arany-, két ezüst- és egy bronzérmet szerez.
- Albert Flórián megkapja az Aranylabdát első és eddigi egyetlen magyarként.

### A labdarúgás 1967-ben
| Kiírás                       | Győztes         | Ezüstérmes      | Bronzérmes      |
| ---------------------------- | --------------- | --------------- | --------------- |
| NB1                          | Ferencváros     | Újpesti Dózsa   | Győri Vasas ETO |
| Magyar kupa                  | Győri Vasas ETO | Salgótarján     | -               |
| Bajnokcsapatok Európa-kupája | Celtic Glasgow  | Internazionale  | -               |
| Kupagyőztesek Európa-kupája  | Bayern München  | Glasgow Rangers | -               |
| Vásárvárosok kupája          | Dinamo Zagreb   | Leeds United    | -               |

## Születések
- január 10. – Jan Åge Fjørtoft, norvég válogatott labdarúgócsatár
- január 18.
  - Iván Zamorano, chilei válogatott labdarúgó
  - Pieter Huistra, holland válogatott labdarúgó és edző
- január 22. – José Estrada González, olimpiai bajnok kubai baseballjátékos
- január 23. – Naim Süleymanoğlu, olimpiai világ- és Európa-bajnok bulgáriai születésű török súlyemelő († 2017)
- január 25. – Václav Němeček, Európa-bajnoki ezüstérmes cseh válogatott labdarúgó
- január 28. – Dag-Eilev Fagermo, norvég labdarúgó, edző
- február 2. – Iulian Chiriță román válogatott labdarúgó
- február 4. – Szergej Mihajlovics Grinkov, olimpiai, világ- és Európa-bajnok szovjet-orosz páros műkorcsolyázó († 1995)
- március 13. – Aczél Zoltán, magyar labdarúgó, labdarúgó-edző, szövetségi edző
- március 16. – Andy Hamilton, angol dartsjátékos
- március 18. – Ács Gusztáv, magyar labdarúgó, hátvéd
- március 30. – Christopher Bowman, világbajnoki érmes, többszörös amerikai bajnok műkorcsolyázó († 2008)
- március 31. – Ľubomír Luhový, szlovák válogatott labdarúgó
- április 5. – Erland Johnsen, norvég válogatott labdarúgó, edző
- április 12. – Martin Schmidt, svájci labdarúgó, edző
- április 22. – Chris Biotti, amerikai jégkorongozó
- április 29. – Ábrahám Attila, olimpiai bajnok kajakozó, sportvezető
- május 11. – Alberto García Aspe, COCACAF-aranykupa és konföderációs kupa-győztes mexikói válogatott labdarúgó-középpályás
- május 12. – Germán Mesa, olimpiai bajnok kubai baseballjátékos
- május 29. – Heidi Mohr, Európa-bajnok válogatott német labdarúgó, csatár († 2019)
- június 3. – Darnyi Tamás, olimpiai, világ- és Európa-bajnok magyar úszó
- június 5. – Joe DeLoach, olimpiai bajnok amerikai atléta
- június 8. – Sziva Erika, magyar-holland sakkozó, női nemzetközi nagymester, egyszeres magyar és ötszörös holland bajnok
- július 3. – Jókay Zoltán, magyar röplabdázó, edző
- július 7.
  - Cristina Adela Foișor, román sakkozó, női nemzetközi nagymester († 2017)
  - Jordan Lecskov, bolgár válogatott labdarúgó
  - Erik van der Meer, holland labdarúgó, edző
- július 9. – Michael Carruth, ír ökölvívó
- július 16. – Mihaela Stănuleț, olimpiai bajnok román tornász
- július 17. – Robert Thornton, skót dartsjátékos
- augusztus 4. – Ilijan Kirjakov, bolgár válogatott labdarúgó
- augusztus 8. – Uche Okafor, afrikai nemzetek kupája győztes nigériai válogatott labdarúgó († 2011)
- augusztus 12. – Emil Kosztadinov, bolgár válogatott labdarúgó
- augusztus 14. – Ivajlo Andonov, bolgár válogatott labdarúgó
- augusztus 24. – Jan Eriksson, svéd válogatott labdarúgó
- augusztus 27. – Igor Ivanovics Dobrovolszkij, szovjet válogatott labdarúgó, orosz labdarúgóedző
- szeptember 2. – Ruggiero Rizzitelli, olasz válogatott labdarúgó
- szeptember 17.
  - Wolfgang Perner, olimpiai bronzérmes osztrák sílövő († 2019)
  - Tomasz Tomiak, olimpiai bronzérmes és világbajnoki ezüstérmes lengyel evezős († 2020)
- szeptember 29. – Dónusz Éva, olimpiai és világbajnok magyar kajakozó
- szeptember 30. – Jurij Anatoljevics Korovjanszkij, Európa-bajnok szovjet válogatott ukrán röplabdázó, edző († 2017)
- október 2. – Frankie Fredericks, négyszeres olimpiai ezüstérmes namíbiai atléta
- október 3. – Maura Viceconte, Európa-bajnoki bronzérmes olasz atléta, hosszútávfutó († 2019)
- október 7. – Ivan Todorov, szerb (jugoszláv) sportoló, cselgáncsozó, diplomata
- október 12. – Frode Olsen, norvég válogatott labdarúgókapus
- október 14. – Alain Roche, francia válogatott labdarúgó
- október 21. – Dragoje Leković, jugoszláv és szerb válogatott labdarúgó edző
- október 29. – Narciso Elvira, mexikói baseballjátékos († 2020)
- november 2. – Ryszard Sobczak, világbajnok, olimpiai és Európa-bajnoki ezüstérmes lengyel tőrvívó
- november 13. – Dmitrij Sztyepanovics Sevcsenko, olimpiai, világ- és Európa-bajnok orosz tőrvívó
- november 15. – Victor Găureanu, világbajnoki bronzérmes román vívó († 2017)
- november 22. – Boris Becker, német teniszező
- november 26. – Kósz Zoltán, olimpiai és Európa-bajnok magyar vízilabdázó
- december 2. – Giovanni Parisi, olimpiai bajnok olasz ökölvívó († 2009)
- december 4. – Guillermo Amor, spanyol válogatott labdarúgó, edző
- december 9. – Ernst Ogris, osztrák válogatott labdarúgó, csatár, edző († 2017)
- december 12. – Albert Flórián, válogatott labdarúgó, középpályás, edző
- december 25. – Hans Dersch, olimpiai bajnok amerikai úszó
- december 29. – Stefano Salvatori, olasz labdarúgó († 2017)

## Halálozások
- január 3. – Eugène Cordonnier, olimpiai ezüst- és bronzérmes francia tornász (* 1892)
- január 6. – Auguste Hoël, olimpiai bronzérmes francia tornász (* 1890)
- január 25. – George Gibson, World Series bajnok amerikai baseballjátékos (* 1880)
- február 7. – Nils von Kantzow, olimpiai bajnok svéd tornász, nemes (* 1885)
- február 10. – Anders Hylander, olimpiai bajnok svéd tornász (* 1883)
- február 23. – Fernando Bonatti, olimpiai bajnok olasz tornász (* 1894)
- február 28. – Tóth Péter, kétszeres olimpiai bajnok vívó (* 1882)
- március 10. – Billy Orr, World Series bajnok amerikai baseballjátékos (* 1891)
- április 23. – Joseph Perotaux, olimpiai bajnok francia tőrvívó (* 1883)
- május ? – Max Braun, olimpiai ezüstérmes amerikai kötélhúzó (* 1883)
- május 14. – Fausto Acke, olimpiai bajnok olasz születésű svéd tornász (* 1897)
- május 23. – Jens Peter Laursen, olimpiai ezüstérmes dán tornász (* 1888)
- június 29. – Primo Carnera, világbajnok olasz ökölvívó (* 1906)
- július 3. – Rasmus Hansen, olimpiai ezüstérmes dán tornász (* 1885)
- július 11. – Walter Campbell, olimpiai ezüstérmes brit-ír gyeplabdázó (* 1886)
- július 21. – Jimmie Foxx, World Series bajnok amerikai baseballjátékos, National Baseball Hall of Fame and Museum tag (* 1907)
- július 30. – Vlastimil Kopecký, világbajnoki ezüstérmes csehszlovák válogatott labdarúgó (* 1912)
- augusztus 5. – Bródy György, kétszeres olimpiai bajnok vízilabdázó (* 1908)
- augusztus 17. – Ray Caldwell, World Series bajnok amerikai baseballjátékos (* 1888)
- augusztus 18. – Stefan Rosenbauer, olimpiai és világbajnoki bronzérmes német tőr- és párbajtőrvívó (* 1896
- szeptember 2. – Vilho Tuulos, olimpiai bajnok finn hármasugró, távolugró (* 1895)
- szeptember 12.
  - Carl Andersen, olimpiai ezüstérmes dán tornász (* 1879)
  - Rollie Zeider, amerikai baseballjátékos (* 1883)
- szeptember 13. – Peter Dorf Pedersen, olimpiai ezüstérmes dán tornász (* 1897)
- szeptember 16. – Lee King, World Series bajnok amerikai baseballjátékos (* 1892)
- szeptember 19. – Andreas Hagelund, olimpiai bajnok norvég tornász (* 1881)
- szeptember 21. – George Garbutt, olimpiai és világbajnok bajnok kanadai jégkorongozó (* 1903)
- szeptember 28. – Bill Powell, World Series bajnok amerikai baseballjátékos (* 1885)
- október 15. – Gigi Meroni, olasz válogatott labdarúgó, csatár (* 1943)
- október 25. – Vajda Árpád, magyar sakkozó, nemzetközi sakkmester, kétszeres sakkolimpiai bajnok, magyar bajnok (* 1896)
- november 19. – Karl-Gustaf Vingqvist, olimpiai bajnok svéd tornász (* 1883)
- november 25. – Raoul Daufresne de la Chevalerie, olimpiai bajnok belga labdarúgó edző és olimpiai bronzérmes gyeplabdázó, teniszező (* 1881)
- december 16. – Eugène Pollet, olimpiai bronzérmes francia tornász (* 1886)
- december 21. – David McLean, skót válogatott labdarúgó (* 1890)
- december 28. – Bill Pertica, amerikai baseballjátékos (* 1896)